# Pohlmann (Adelsgeschlecht)

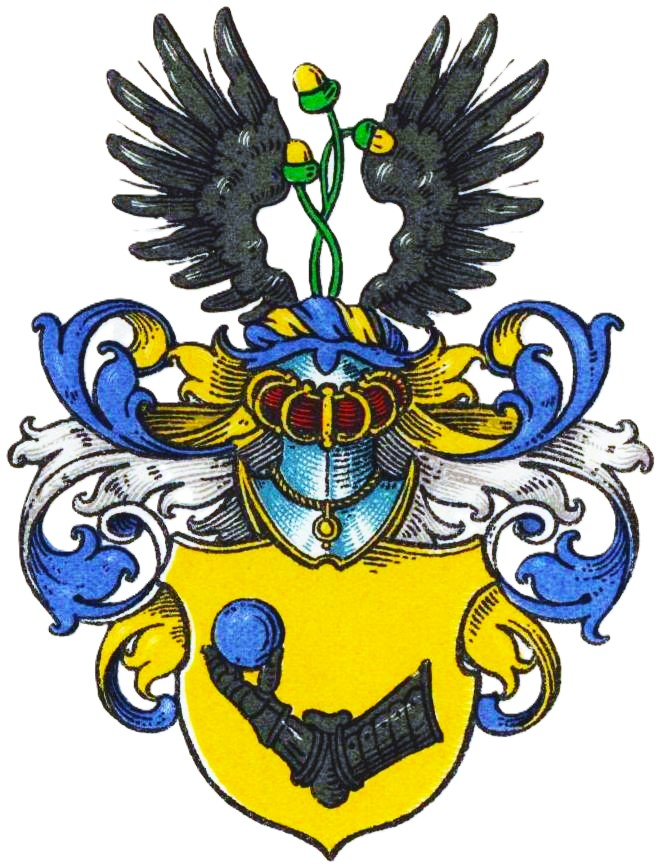
Wappen derer von Pohlmann im Wappenbuch des Westfälischen Adels

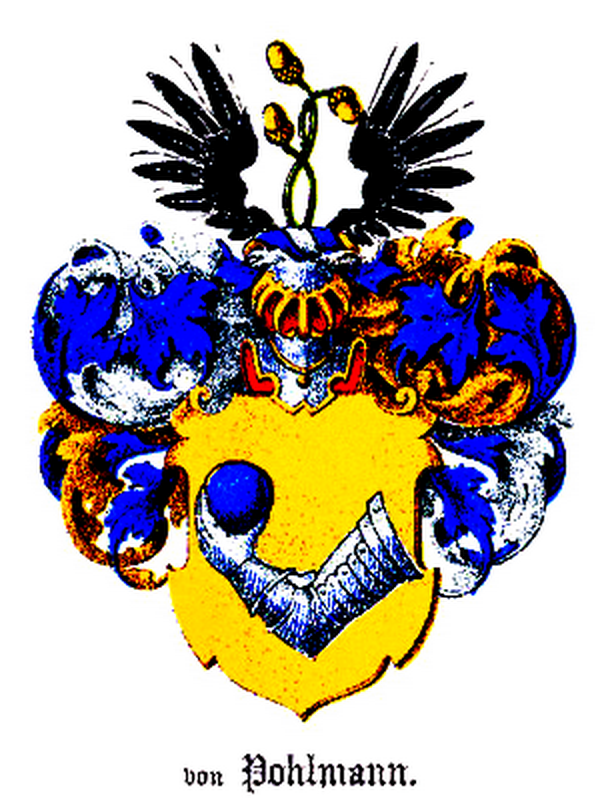
Wappen derer von Pohlmann im Baltischen Wappenbuch

Pohlmann (auch Pollmann, Polman o. ä.; schwed. Påhlmann; russ. Польман) ist der Name eines westfälisch-stämmigen schwedisch-russischen Adelsgeschlechts.

## Geschichte
Das Geschlecht stammt aus Westfalen, genauer vom Pohlmannschen Hof in Hille im heutigen Kreis Minden-Lübbecke. Nach einer 1903 präsentierten genealogischen Studie tritt die Familie ab 1380 auf. Bereits im 16. Jahrhundert kam eine Familienlinie ins Baltikum, wo Hans Pohlmann, verheiratet mit Margarete, in Padise in Estland ansässig wurde. Ihr Sohn Jürgen Pohlmann der Ältere (ca. 1576–1641) war in erster Ehe mit Anna Wesell und in zweiter Ehe mit Gertrud von Bremen verheiratet. Sein Sohn Jürgen (Jöran) Pohlmann der Jüngere wurde 1597 geboren. Darüber hinaus hatte er drei weitere Söhne, Claus, Henrik Johann und Fredrik, und eine Tochter namens Catharina. Während Jürgen/Jöran nach Schweden ging, begründete Claus die estländische Linie der Familie.
Am 16. September 1650 wurde den Söhnen Jürgens/Jörans von Pohlmann und seiner Ehefrau Christina Lilljesparre, Johann und Gustav von Pohlmann, schwedische Offiziere, der Schwedische Adelsstand verliehen. Im selben Jahr wurden sie unter der Nr. 501 im Schwedischen Ritterhaus zu Stockholm introduziert. Die schwedische Schreibweise des Familiennamens war Påhlmann.
Mit Diplom um 1735 für einen N. N. von Pohlmann, königlich-preußischer Geheimrat und Resident im westfälischen Kreis wurde der Familie der Reichsfreiherrenstand verliehen.
Der estländische Zweig der Familie wurde am 11. Juni 1746 in Klasse II unter der Nr. 112 immatrikuliert. Diese Zweig bestand 1790 nur aus dem Haus des kaiserlich-russischen Generalleutnants und Hofjägermeisters Reinhold Wilhelm II. von Pohlmann (* 9. April 1727; † 22. Januar 1795), Erbherr auf Koddil und Sicklecht, Sohn des Kreishauptmanns über die Krondomänen in Ingermanland von Pohlmann und einer geborenen von Brackel. Dieser vermählte sich mit Dorothea Johanna von Wrangell (* 9. August 1735; † 28. Februar 1786) aus dem Hause Sicklecht. Letzteres wurde ihm von seiner Schwiegermutter am 18. März 1752 übergeben. Aus der Ehe stammen vier Söhne und 3 Töchter. 1754 wurde Wilhelm Reinhold von Pohlmann zusammen mit seinen Brüdern Otto und Gustav von Pohlmann, Ersterer ein Cornett, Letzterer ein Oberstleutnant in russischen Diensten, in die Adelsmatrikel der Provinz Estland aufgenommen. Am 18. Dezember 1758 verpfändete die Familie ihre Güter Koddil und Sicklecht. Neben diesen besaß die Familie auch Oethel im Kirchspiel St. Petri.
1786 wurde Auguste Karoline von Braunschweig-Wolfenbüttel (1764–1788), Ehefrau des Friedrich Wilhelm Karl von Württemberg (1754–1816), in die Obhut von Reinhold Wilhelm II. von Pohlmann gegeben. Auguste hatte sich hilfesuchend an Kaiserin Katharina II. gewandt, da ihr Ehemann in der schwierigen Ehe gewalttätig geworden war. Katharina II. verwies Friedrich des Landes und übergab Auguste an Reinhold Wilhelm, der sich auf dem ihm für diesen Zweck anvertrauten Schloss Lode um Auguste kümmern sollte. Reinhold Wilhelm und Auguste entwickelten eine engere Beziehung und sie wurde von ihm schwanger. Am 16. September 1788 verstarb Auguste nach einer Fehlgeburt, weil ihr zur Vertuschung der Schwangerschaft von Reinhold Wilhelm jegliche ärztliche Hilfe verweigert worden war.

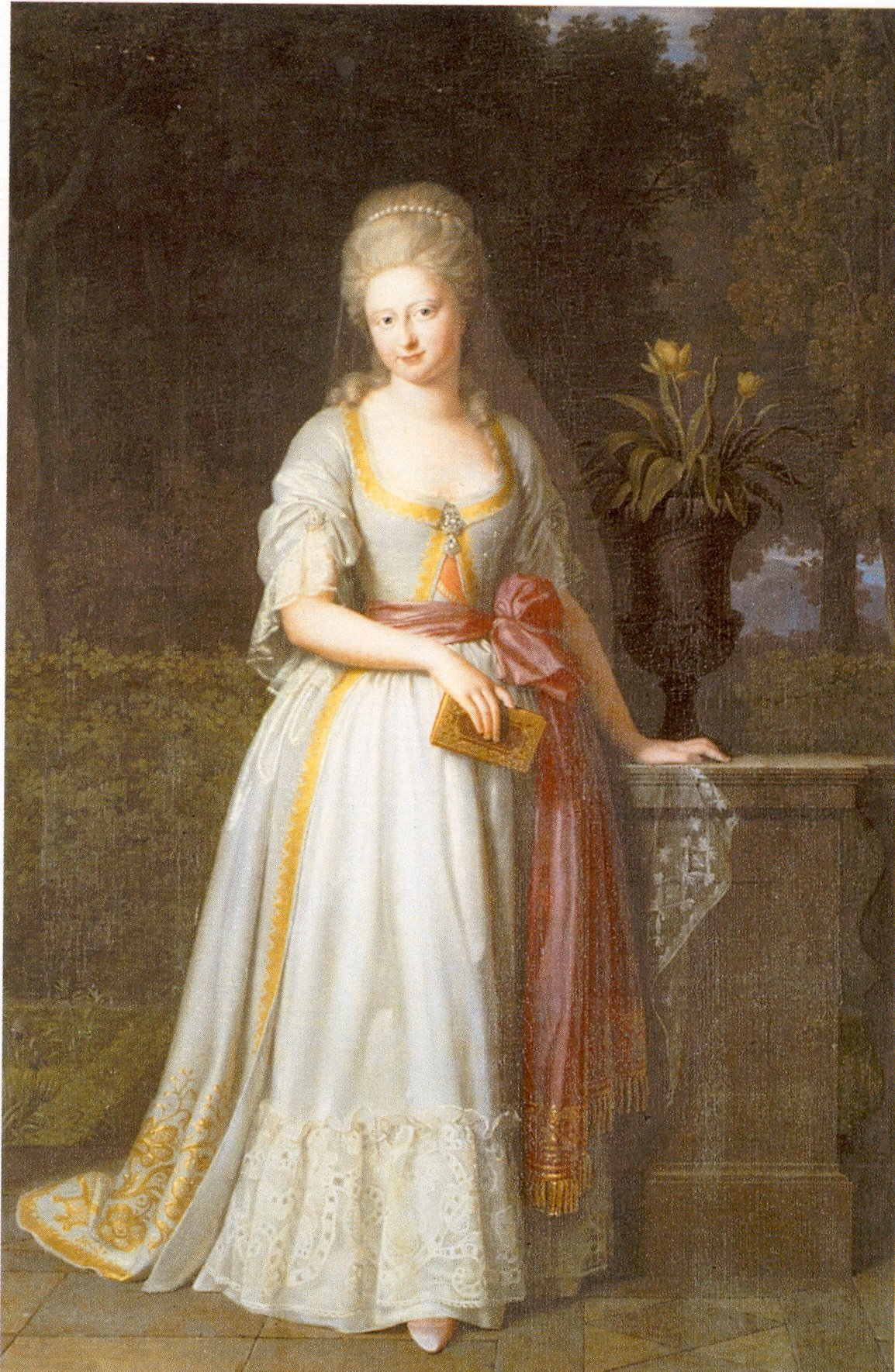
Auguste Karoline von Braunschweig-Wolfenbüttel
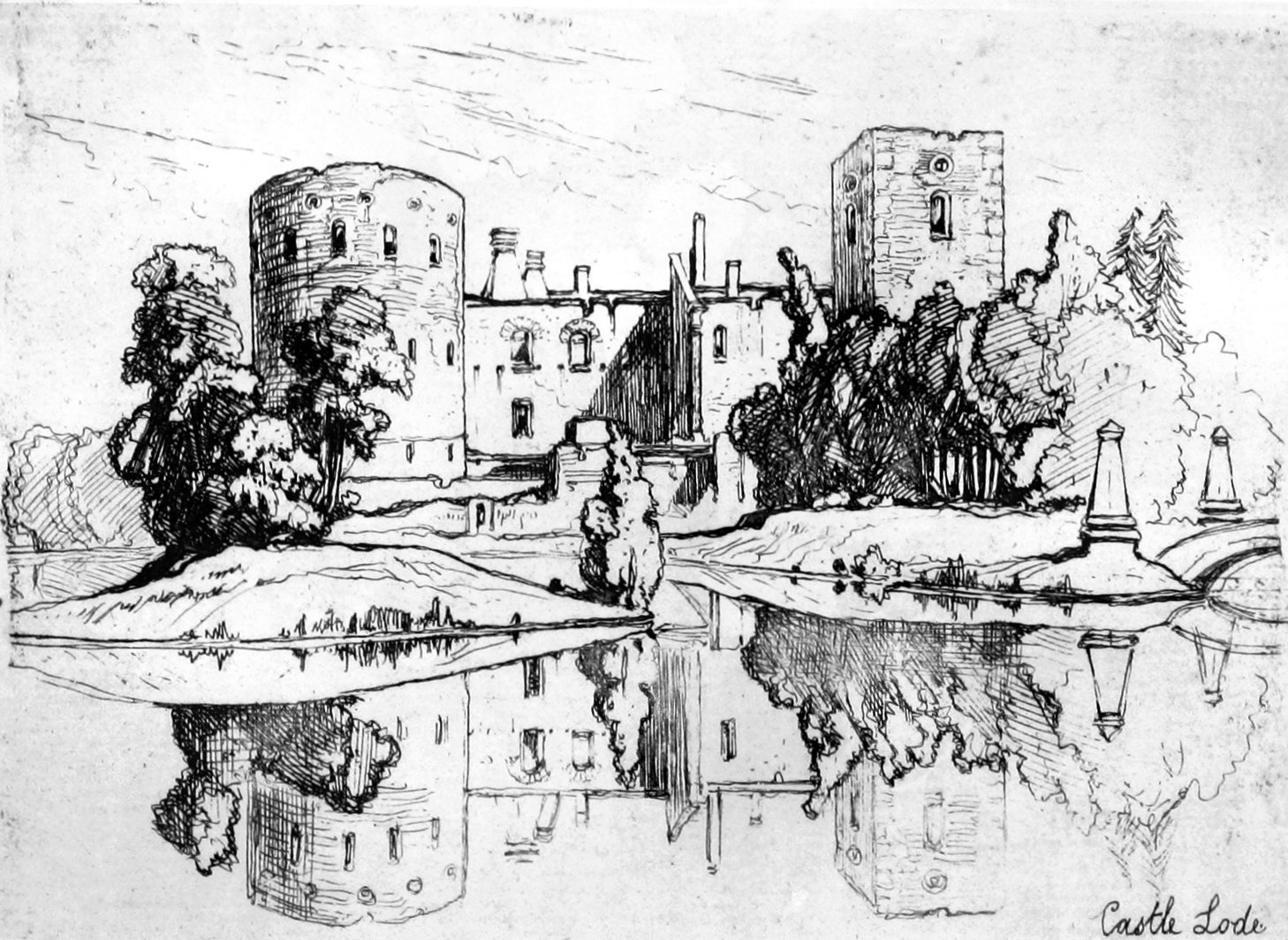
Zeichnung der Ruinen von Schloss Lode, 1842
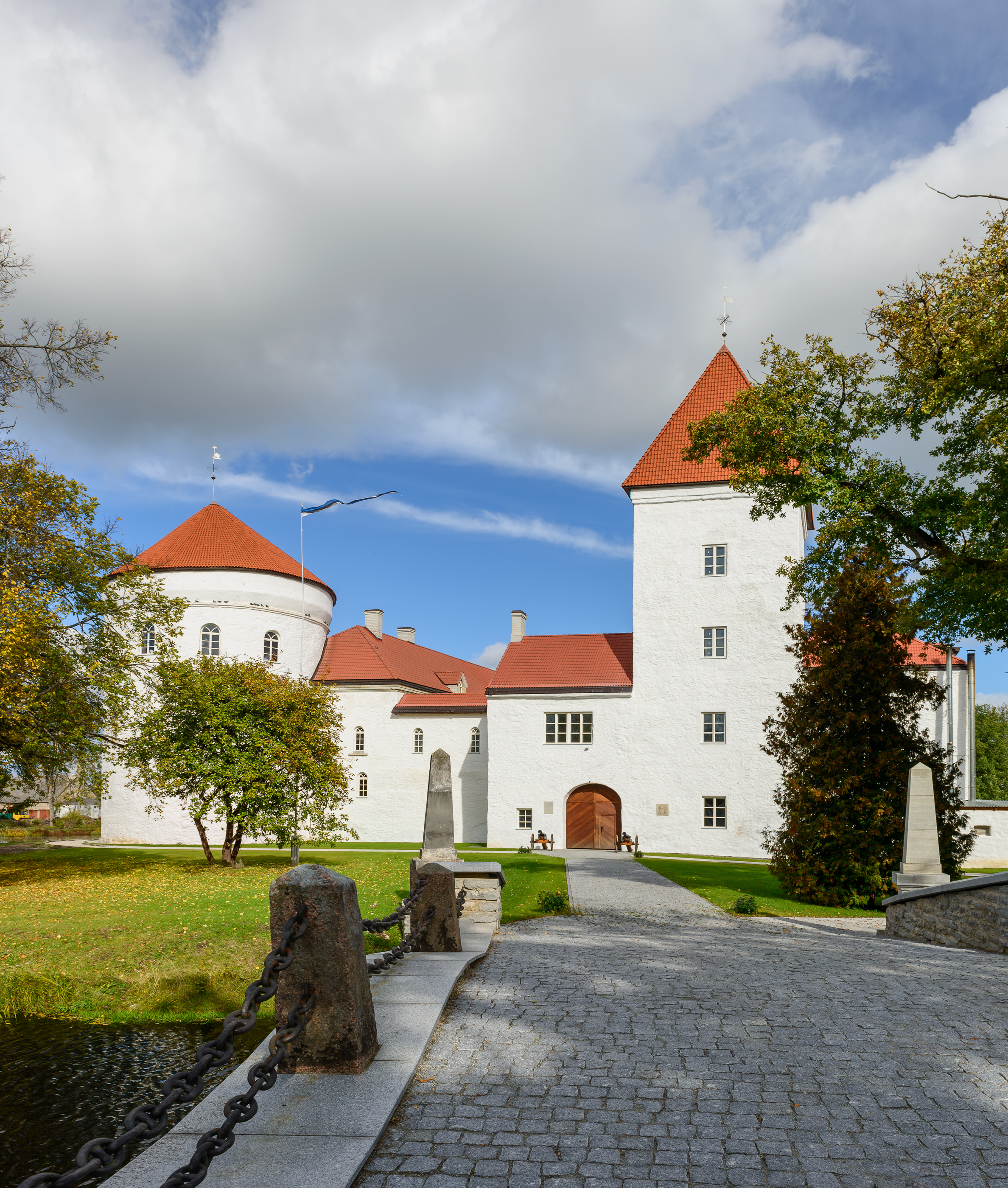
Schloss Lode, 2014

1787 vermählte sich der älteste Sohn von Reinhold Wilhelm II. von Pohlmann mit einer Baronesse von Fersen. Später kam die Familie auch in Ostpreußen im Angerburgschen vor. Ein von Pohlmann († 1819) war 1806 Capitain im Füsilier-Bataillon von Greiffenberg. 1853 besaß der kaiserlich-russische Capitain Gregor von Pohlmann die Güter Pall und Lewes im Kreis Wick in Estland. Leopoldine von Pohlmann, geborene von Bremen, besaß 1894 Wosel in Estland, wo sie 1870 ein neues luxuriöses Herrenhaus errichten ließ.

## Stammfolge
Die Stammfolge der russischen Pohlmann stellt sich wie folgt dar (Auszug):
- Reinhold Wilhelm I. von Pohlmann ⚭ N. N.
  - Reinhold Wilhelm II. von Pohlmann (1727–1797) ⚭ Dorothea Johanna von Wrangell (1735–1786)
    - Katharina von Pohlmann (1758–1831)
    - Gregor Wilhelm von Pohlmann (1767–1806), Major, ⚭ N. N., Baronesse von Fersen
      - Alexander Gregor von Pohlmann (1803–1865) ⚭ N. N.
        - Alexander Gregor von Pohlmann (1855–1898) ⚭ N. N.
          - Maria Alexandra von Pohlmann (1897–1962) ⚭ N. N. Nyberg

        - Gregor von Pohlmann

    - Otto Heinrich von Pohlmann (* 1770), Erbe von Koddil
    - Margarethe von Pohlmann († 1800)
    - Reinhold Wilhelm von Pohlmann († 1813), Ritter des St. Georgs-Orden
    - Peter von Pohlmann, Major
      - Wassili Peter von Pohlmann, Oberst, Ritter des St. Georgs-Orden

  - Ebba Charlotte von Pohlmann (* 1729) ⚭ N. N. Gerbel
  - Otto von Pohlmann
  - Gustav von Pohlmann

## Wappen
Blasonierung: In Gold eine von links nach rechts greifender geharnischter schwarzer Arm, der eine blaue Kugel hält. Auf dem blau-golden bewulsteten Helm mit blau-golden-silbernen Helmdecken ein grüner Zweig mit drei goldenen Eicheln zwischen einem offenen schwarzen Flug.